# Sem Palavras (álbum de Cassiane)
Sem Palavras é o décimo álbum de estúdio da cantora brasileira Cassiane, lançado pela MK Music, tendo a produção de Jairinho Manhães. Foi o primeiro disco da cantora que vendeu mais de 100 mil cópias no Brasil, recebendo um disco de ouro pela ABPD em 1999.
Em 2015, foi considerado, por vários historiadores, músicos e jornalistas, como o 70º maior álbum da música cristã brasileira, em uma publicação dirigida pelo Super Gospel. Mais tarde, foi eleito pelo mesmo portal o 23º melhor álbum da década de 1990.
| Críticas profissionais | Críticas profissionais |
| Avaliações da crítica  | Avaliações da crítica  |
| Fonte                  | Avaliação              |
| ---------------------- | ---------------------- |
| O Propagador           | [ 6 ]                  |

## Faixas CD
| N.º | Título                  | Compositor(es)   | Duração |  |
| 1.  | "Imagine"               | Isael dos Santos | 4:51    |  |
| 2.  | "Vale a Pena"           | Josias Barbosa   | 4:30    |  |
| 3.  | "Chuva de Fogo"         | Edson Coelho     | 3:25    |  |
| 4.  | "Minha Morada"          | Josué Teodoro    | 3:23    |  |
| 5.  | "Quando o Azeite Desce" | Eliete de Paula  | 2:35    |  |
| 6.  | "Hino da Vitória"       | Umberto Elias    | 3:53    |  |
| 7.  | "Sem Palavras"          | Josué Teodoro    | 3:58    |  |
| 8.  | "Varão de Fogo"         | Luís Amado       | 3:24    |  |
| 9.  | "Entregue Tudo a Deus"  | Léa Mendonça     | 3:52    |  |
| 10. | "Manda a Tua Unção"     | Edílson Maia     | 3:53    |  |
| 11. | "Gesto de Adoração"     | Josias Barbosa   | 3:52    |  |
| 12. | "Ele é Poder"           | Paulo C. Silva   | 4:19    |  |
| 13. | "Vencedor Sempre Serei" | Josias Pereira   | 3:01    |  |

## Clipes
- "Imagine"

## Ficha Técnica
- Gravado no Studio IIYT no inverno de 96
- Técnico de gravação: Bene Maldonado
- Mixado no Studio Nosso Som
- Técnicos de mixagem: Edinho e Jairinho Manhães
- Arranjos, produção musical e regência: Jairinho Manhães
- Guitarra e violão: Mindinho
- Baixo: Fernando Gaby
- Acordeon: Agostinho Silva
- Teclados: Tutuca Borba, Jorge Aguiar e Jairinho Manhães
- Trompete: Dumdum
- Trombone: Bira
- Sax barítono: Wilson Marimba
- Sax tenor, sax alto e flauta: Jairinho Manhães
- Back vocal: Cassiane, Kátia Santana, Vânia Santos, Vanda Santos, Sula Maia, Valéria Lima, Roberta Lima e Marquinhos Menezes
- Produção executiva: MK Music
- Fotos: Dario Zalis
- Criação de capa: MK Music (Marina de Oliveira)
- Arte final: MK Music (Lilian de Andrade)
- Masterização: Toney Fontes